# Koyla
Pour plus de détails, voir Fiche technique et Distribution.
Koyla (कोयला) est un thriller indien écrit, produit et réalisé par Rakesh Roshan, sorti en 1997.
L'histoire du film relate celle de Shankar et Gauri, deux jeunes gens candides qui s'aiment et s'unissent pour échapper à la cruauté du riche potentat de la région.

## Synopsis
Raja Saheb (Amrish Puri) est un homme puissant, propriétaire d'une mine où travaillent de nombreuses personnes qu'il traite avec une extrême brutalité. Il est entouré de collaborateurs dociles parmi lesquels Shankar (Shahrukh Khan), un jeune homme muet et naïf, lui voue une dévotion sans borne. Séduit par Gauri (Madhuri Dixit), belle et modeste orpheline, Raja Saheb décide de l'épouser mais, craignant que son âge et son peu de charme ne rebute cette jeune femme à l'esprit indépendant, il fait faire sa demande en mariage en lui remettant pour sienne la photo de Shankar. Immédiatement attirée par ce visage au regard innocent, Gauri accepte la proposition, cependant au cours de la cérémonie elle réalise qu'elle a été dupée mais il est trop tard. Elle tente de se suicider après s'être refusée à Raja Saheb qui veut faire valoir ses « droits d'époux ». De son côté, Shankar prend progressivement conscience de l'inhumanité de son protecteur et des violences qu'il fait subir à la jeune femme qu'il a involontairement contribué à piéger et pour laquelle il se prend d'affection.
Revenu au village, Ashok (Mohnish Behl), le frère de Gauri est tué par Raja Saheb alors qu'il essaie de sauver sa sœur, mais avant de mourir il fait promettre à Shankar de la protéger. Le couple s'enfuit dans la forêt et s'avoue leur amour mutuel, vivant des moments de bonheur malgré la précarité de leur situation. Mais Raja Saheb et ses séides ne tardent pas à les poursuivre et les capturer. Fou de rage et d'humiliation, le vieil homme laisse libre cours à sa férocité et après avoir roué de coups les fugitifs, il égorge Shankar qu'il précipite dans un ravin et livre Gauri à la tenancière d'un bordel.  Toutefois, Shankar est recueilli et soigné par un guérisseur et Gauri bénéficie de l'aide d'une prostituée qui a également eu à souffrir des excès de Raja Saheb. Après avoir recouvré la santé, la parole et la mémoire, Shankar libère Gauri et décide de se venger sans pitié de celui qu'il croyait son protecteur mais est à l'origine de son malheur, Raja Saheb.

## Fiche technique
Sauf indication contraire, les informations mentionnées dans cette section peuvent être confirmées par la base de données cinématographiques IMDb,  présente dans la section « Liens externes ».
- Titre français : Koyla
- Titre hindi : कोयला (Koyala)
- Réalisation : Rakesh Roshan
- Assistant réalisateur : Harish Khatri et Hrithik Roshan
- Scénario : Sachin Bhowmick et Ravi Kapoor ; Anwar Khan (dialogue) ; Rakesh Roshan (histoire)
- Musique : Rajesh Roshan
- Parolier : Indeevar
- Chorégraphie : Raju Khan et Saroj Khan
- Direction artistique : Ashok Samanta et R Verman
- Photographie : Sameer Arya
- Montage : Sanjay Verma
- Cascades et combats : Taju Mehta, Raju Punjabi et Bhiku Verma
- Production : Rakesh Roshan
- Société de production : Film Kraft
- Sociétés de distribution : Mumbai Street, Rapid Eye Movies, Video Sound
- Pays d'origine :  Inde
- Langue : Hindi
- Format : Couleurs
- Genre : Action, drame, musical ,romance, thriller
- Durée : 166 minutes (2 h 46)
- Dates de sorties en salles :

 Inde : 7 avril 1997

## Distribution
- Shahrukh Khan : Shankar/Koyla
- Madhuri Dixit : Gauri
- Amrish Puri : Raja Saheb
- Johny Lever : Chhote, l'ami de Shankar
- Deepshikha : Bindya
- Salim Ghouse : Brijwa, le frère de Raja Saab
- Ashok Saraf : le docteur de Raja Saab
- Ranjeet : Dilawar
- Jack Gaud :  Ranvir
- Pradeep Rawat : D.I.G.
- Kunika : Rasili
- Himani Shivpuri : Chandabai, la matronne
- Mohnish Behl : Ashok, le frère de Gauri
- Razak Khan : un invité
- Shubha Khote : la tante de Gauri

## Bande originale
La bande originale du film est composée par Rajesh Roshan. Elle comprend six chansons, chorégraphiées par Raju Khan et Saroj Khan et écrites par Indeevar. Elles sont chantées, pour la plupart, par la célèbre chanteuse de playback Alka Yagnik, accompagné par d'autres interprètes dont Kavita Krishnamurthy, Udit Narayan et Kumar Sanu, qui apparaissent également dans la bande originale.
| No | Titre                    | Interprètes                         | Durée |
| -- | ------------------------ | ----------------------------------- | ----- |
| 1. | Dekha Tujhe To           | Kumar Sanu, Alka Yagnik             | 7:32  |
| 2. | Tanhai Tanhai            | Udit Narayan, Alka Yagnik           | 5:35  |
| 3. | Sanson Ki Mala Pe        | Kavita Krishnamurthy, Rajesh Roshan | 6:47  |
| 5. | Bhang Ke Nashe Mein      | Alka Yagnik                         | 6:07  |
| 3. | Badan Juda Hote Hain     | Kumar Sanu, Preeti Singh            | 10:30 |
| 6. | Ghunghte Mein Chanda Hai | Udit Narayan                        | 6:17  |

## Distinctions
| Année | Distinction                     | Catégorie                                     | Nom         | Résultat   |
| ----- | ------------------------------- | --------------------------------------------- | ----------- | ---------- |
| 1997  | Awards Circuit Community Awards | Meilleur film en langue étrangère             | Koyla       | Nomination |
| 1998  | Filmfare Awards                 | Meilleure performance dans un rôle de méchant | Amrish Puri | Nomination |